# Долшце
Долшце (словен. Dolšce) — поселення в общині Костанєвиця-на-Кркі, Споднєпосавський регіон, Словенія. Висота над рівнем моря: 267,2 м.